# Wolfram Ullrich
Wolfram Ullrich (* 1961 in Würzburg) ist ein deutscher Künstler.

## Leben und Werk

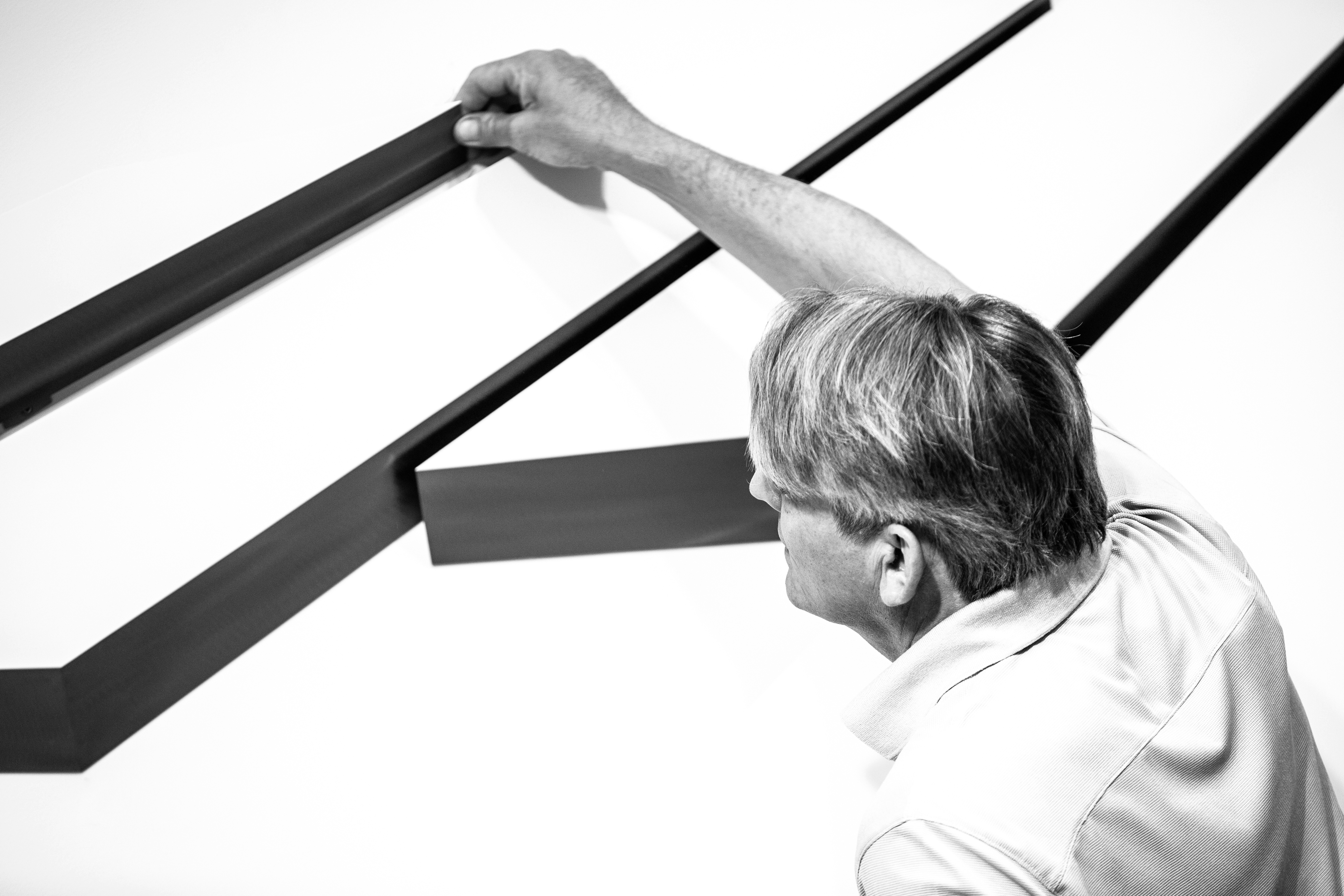
Wolfram Ullrich

Ullrich wuchs in Würzburg auf und zog 1980 nach Stuttgart, um ein Studium an der Staatlichen Akademie der Bildenden Künste Stuttgart anzutreten. Parallel dazu beendete er 1985 sein Studium der Kunstgeschichte an der Universität Stuttgart.
Zwischen 1990 und 1992 gewann er drei Stipendien, davon zwei Förderstipendien des Landes Baden-Württemberg und ein Arbeitsstipendium des DAAD, das ihn nach New York führte, wo er an umfangreichen Projekten und Großformaten arbeitete. 2009 gewann der Künstler den Preis der Helmut-Kraft-Stiftung und im darauffolgenden Jahr den André Evard Preis der Messmer Foundation.
Wolfram Ullrich lebt und arbeitet als freischaffender Künstler in Stuttgart.
Am Anfang seines Schaffens konzentrierte sich Ullrichs Werk auf einen erweiterten Begriff der Malerei. Dem Künstler zufolge sei „jedes Gemälde auch ein Objekt“. Dies wird deutlich in der Verwendung alternativer Materialien, mit denen der Künstler bereits in den 80er Jahren experimentierte. Ullrich selbst bezeichnet seine Arbeiten als eine „skulpturale Strukturen“, die aus verschiedenen Materialien bestehen. Er bemalt sie mit kräftigen, monochromen Farben, die ihre räumliche Präsenz und ihren Status als Objekte hervorheben. Die Serie „Relief“ aus den späten 1980er Jahren suggeriert bereits im Namen die Neigung zur Dreidimensionalität. Seine Wandarbeiten wirken weit über ihre Bildgrenze hinaus und verändern je nach Standort und Perspektive des Betrachters ihre räumliche Dimension. Ihre trapezförmigen Grundflächen oszillieren zwischen Malerei und Skulptur und erzeugen die Illusion räumlicher Schwerelosigkeit.
Demzufolge lässt sich Ullrichs Werk nur schwer einem bestimmten Genre zuordnen. Die Ausstellung im Museum für Konkrete Kunst in Ingolstadt zeigt Ullrichs Werk in der Tradition von konkreter Kunst, in der Perspektive, Farbe, Form, Linie und Material von besonderer Bedeutung sind. Jedoch entwickeln Ullrichs großformatigen Werke eine eigentümliche Körperlichkeit, die die Gesamtwahrnehmung ihres Umraums verändert. Inspiriert von Mondrian beschränkt Ullrich das Farbspektrum auf die Primärfarben und seine Verwendung von Industriematerialien verweisen unweigerlich auf den Einfluss der amerikanischen Minimal-Art, allen voran Frank Stella.
Die in den neunziger Jahren entstandene Serie „Faltungen“ sind Arbeiten aus lackierten Aluminium oder Stahl, die sich von der Wand erheben und den Raum physisch erobern. Weiterhin beendete und schuf er in den Neunzigern Arbeiten wie „Islands“ und „Window“, allesamt Anordnungen aus geometrischen Formen, deren Schattenfugen je nach Betrachterstandpunkt die erweiterte Illusion von Tiefe oder Höhe erzeugen. Die Werke werden, wie der Künstler selbst erklärt, buchstäblich durch Zusammensetzen verschiedener Segmente aufgebaut; die Arbeiten unterscheiden sich insofern von der Skulptur, bei deren Entstehungsprozess die Subtraktion der Schlüssel ist.
Anfang der 2000er entstehen Arbeiten aus einzelnen Formen aus Polyleder, deren Schauseite mit einer monochromen Schicht aus Lack- und Acrylfarbe überzogen ist, während an den Rändern ihr Bildträger aus Stahl sichtbar wird.
Eine scheinbare Körperlichkeit kulminiert in der 2014 erstandenen Serie „Orbit“: Die perfekt leuchtende Textur und die diametrale Anordnung erhebt die scheinbar schwerelosen Elemente, lässt sie kippen oder sich über schmale Schattenfugen dem Betrachter entgegen beugen. Der Künstler experimentiert und arbeitet an dem nächsten Schritt von Konstruktion zur Wahrnehmung.

## Preise und Auszeichnungen
- 1990 Stipendium der Graduiertenförderung des Landes Baden-Württemberg
- 1991 Stipendium der Kunststiftung Baden-Württemberg
- 1992 Arbeitsstipendium des DAAD, New York
- 2009 Preis der Helmut-Kraft-Stiftung
- 2010 André Evard Preis, Messmer Foundation

## Ausstellungen (Auswahl)
2019
- Museum für Konkrete Kunst, Ingolstadt, Wolfram Ullrich[3]
- Museo delle arti di Catanzaro (MARCA), Catanzaro, Coordinate e convergenze
- Museo d'Arte Contemporanea, Lissone Reliefs. Wolfram Ullrich

2018
- Dep Art Gallery, Milano, Wolfram Ullrich, Puro colore, pura forma
- Galerie Lange+Pult, Zürich
- Galerie Denise René, Paris

2017
- Galerie Lange+Pult, Auvernier, Schweiz

2015
- Galerie Lange+Pult, Zürich, Early Works
- Galerie Kusseneers, Bruxelles, Progression

2014
- Galerie Denise René, Paris
- Galerie Lange+Pult, Zürich, Formation

2013
- Galerie Raquel Arnaud, São Paulo, Planar
- Galerie Michael Sturm, Stuttgart

2011
- Fondation Vasarely,[4]
- Galerie Denise René, Paris
- Galerie Schlégl, Zürich, Responding Perspectives

2010
- Galerie Linder, Wien
- Galerie C. Hjärne, Helsingborg
- Galerie Gudrun Spielvogel, München
- Galerie Une, Neuchâtel, Shift

2009
- Galerie Michael Sturm, Stuttgart

2008
- Galerie Kusseneers, Antwerpen, Float
- Galerie Bernd Lausberg, Düsseldorf
- Galerie Konstruktiv Tendens, Stockholm,

2007
- Galerie St. Johann, Saarbrücken
- Galerie Schlégl, Zürich[5]

2006
- Galerie Kusseneers, Antwerpen
- Galerie Une, Neuchâtel
- Galerie Bernd Lausberg, Düsseldorf

2005
- Galerie Michael Sturm, Stuttgart

2004
- Galerie Pilar Parra, Madrid
- Galerie Bergner+Job, Mainz
- Galerie Gudrun Spielvogel, München

2003
- Galerie Konstruktiv Tendens, Stockholm

2002
- Galerie Pilar Parra, Helsingborg
- Wilhelm-Hack-Museum, Ludwigshafen, Segmente[6]
- Galerie Michael Sturm, Stuttgart
- Galerie Bergner+Job, Wiesbaden

2001
- Galerie C. Hjärne, Helsingborg
- St. Burkardushaus, Kath. Akademie, Würzburg

2000
- Galerie Dr. I. Schlégl, Zürich
- Galerie Job, Mainz

1999
- Schloss Monrepos, Fa H. Schmid, Ludwigsburg, Zonen und Inseln
- Esslinger Kunstverein, Villa Merkel, Esslingen am Neckar

## Öffentliche Sammlungen
- Deutscher Bundestag, Berlin
- Kupferstichkabinett Dresden, Dresden
- Kunstmuseum Stuttgart, Stuttgart
- Kunstmuseum Heidenheim
- Kunsthalle Weishaupt, Ulm
- Wilhelm-Hack-Museum, Ludwigshafen
- Museum Ritter, Waldenbuch
- Grafische Sammlung Staatsgalerie Stuttgart, Stuttgart
- Städtische Galerie Würzburg, Sammlung Ruppert
- BW-Bank, Stuttgart
- Kreissparkasse Esslingen
- E.ON, München
- Donation Jeunet, Neuchâtel
- Land Baden-Württemberg
- Alb-Donau-Kreis, Ulm
- Polizeirevier Backnang
- Mineralbad Bad Cannstatt